# Keisuke Sekiguchi
Keisuke Sekiguchi (japanisch 関口 圭亮 Sekiguchi Keisuke; * 4. November 1986 in der Präfektur Okayama) ist ein ehemaliger japanischer Fußballspieler.

## Karriere
Sekiguchi erlernte das Fußballspielen in der Schulmannschaft der Okayama University of Science High School. Seinen ersten Vertrag unterschrieb er 2006 bei Fagiano Okayama. Am Ende der Saison 2008 stieg der Verein in die J2 League auf. Im Juni 2009 wurde er an den Unsommet Iwate Hachimantai ausgeliehen. Im Juli 2009 kehrte er zu Fagiano Okayama zurück. Ende 2009 beendete er seine Karriere als Fußballspieler.